# 全日帯のテレビアニメ放送枠の一覧
本項は、全日帯（朝6時 - 夜24時）にテレビ局各局が設けている新作テレビアニメ放送時間帯の一覧である。
（●は2025年●月現在の現存枠）

## NHK総合
- 子供の時間
- NHK総合テレビ火曜夜7時30分枠のアニメ
- NHK総合テレビ金曜夜7時30分枠のアニメ
- NHK総合テレビ土曜朝9時30分枠のアニメ
- まんが劇場
- NHKアニメ劇場

## NHK教育
- NHK教育テレビ午後枠のアニメ●
- NHK教育テレビ土曜朝アニメ枠●
- NHK教育テレビ土曜夕方6時台枠のアニメ●
- NHK教育テレビ日曜朝7時台枠のアニメ

## 日本テレビ系列
平日
- 日本テレビ系列平日夕方5時台枠のアニメ
- 日本テレビ系列夕方6時35分枠の帯アニメ※土曜日にも放送
- 日本テレビ制作月曜夜7時台枠のアニメ
- 読売テレビ制作月曜夜7時台枠のアニメ
  - アニメ☆7
- 日本テレビ系列火曜夜7時台枠のアニメ
- 日本テレビ系列水曜夜7時台枠のアニメ
- 日本テレビ系列木曜夜7時枠のアニメ
- 日本テレビ系列金曜夕方5時台枠のアニメ
- 日本テレビ系列金曜夕方6時枠のアニメ
- FRIDAY ANIME NIGHT●

土曜日
- 読売テレビ制作土曜夕方5時30分枠のアニメ●
- 読売テレビ制作土曜夕方6時枠のアニメ●
- 日本テレビ系列土曜夕方6時30分枠のアニメ
- 読売テレビ制作土曜夜7時枠のアニメ

日曜日
- 読売テレビ制作日曜朝7時枠のアニメ
- 日本テレビ系列日曜朝10時台枠のアニメ
- 日本テレビ系列日曜夕方6時30分枠のアニメ
- 読売テレビ制作日曜夜7時台枠のアニメ

## テレビ朝日系列
平日
- テレビ朝日系列夕方6時50分枠の帯アニメ※土曜日にも放送
- テレビ朝日系列月曜夜7時台枠のアニメ
- テレビ朝日系列火曜夜7時台枠のアニメ
- テレビ朝日系列水曜夜7時台枠のアニメ
- テレビ朝日系列木曜夜7時台枠のアニメ
- テレビ朝日系列金曜夕方5時台枠のアニメ
- テレビ朝日系列金曜夜7時台枠のアニメ

土曜日
- テレビ朝日土曜朝11時台枠のアニメ
- テレビ朝日系土曜夕方4時半・5時枠のアニメ●
- 名古屋テレビ制作土曜夕方5時枠のアニメ
- 名古屋テレビ制作土曜夕方5時30分枠のアニメ
- テレビ朝日系列土曜夕方6時台枠のアニメ
  - 長浜ロマンロボシリーズ
- テレビ朝日系列土曜夜7時台枠のアニメ
- テレビ朝日系列土曜夜8時台枠のアニメ
- IMAnimation●

日曜日
- テレビ朝日系列日曜朝6時30分枠のアニメ
- 名古屋テレビ制作日曜朝7時枠のアニメ
- 朝日放送テレビ制作日曜朝8時30分枠のアニメ●
- テレビ朝日系列日曜夕方6時台枠のアニメ
- テレビ朝日系列日曜夜7時枠のアニメ

## TBS系列
平日
- TBSテレビ系列火曜夜7時枠のアニメ
- TBSテレビ系列水曜夜7時台枠のアニメ
- TBSテレビ系列木曜夜7時枠のアニメ
- TBSテレビ系列金曜夜7時枠のアニメ

土曜日
- アニメサタデー630
- TBSテレビ系列土曜朝7時台枠のアニメ
- TBSテレビ土曜夕方5時台枠のアニメ
- 毎日放送制作土曜夕方6時枠のアニメ
- TBSテレビ系列土曜夜7時枠のアニメ

日曜日
- TBSテレビ系列日曜朝11時枠のアニメ
- 毎日放送制作日曜昼2時枠のアニメ
- TBSテレビ系列日曜夕方枠のアニメ●
- 毎日放送制作日曜夕方5時枠のアニメ●
- アガルアニメ●

## テレビ東京系列
平日
- テレビ東京平日朝アニメ枠●
- アニメ530
  - テレビ東京平日夕方6時枠のアニメ●（2025年8月現在、金曜夕方5時55分開始）
  - プリスクタイム
- テレビ東京平日夕方6時30分枠のアニメ（2025年8月現在、金曜夜6時25分開始●）
- テレビ東京系列平日夜7時台枠のアニメ（2025年8月現在、金曜夜6時55分 - 7時25分●）

土曜日
- テレビ東京系列土曜朝のアニメ・子供向け番組ゾーン●（2025年8月現在、7:00 - 10:00）
  - テレビ愛知制作土曜朝8時枠のアニメ●
  - テレビせとうち制作アニメ枠●（2025年8月現在、8:30）
- テレビ東京系列土曜夜11時台枠のアニメ●[2]

日曜日
- テレビ東京系列日曜朝のアニメ・子供向け番組ゾーン●（2025年8月現在、7:00 - 10:00）
  - テレビ東京系列日曜朝8時30分枠のアニメ
  - ヘーベルハウス劇場（2012年4月 - 2019年9月）
  - テレビ大阪制作日曜朝9時30分枠のアニメ
- テレビ東京系列日曜夕方のアニメ枠●（2025年8月現在、17:30 - 18:30）

## フジテレビ系列
平日
- フジテレビ系列夕方6時55分枠の帯アニメ ※土曜日にも放送
- フジテレビ系列月曜夜7時台枠のアニメ
- フジテレビ系列火曜夜7時台枠のアニメ
- フジテレビ系列水曜夜7時台枠のアニメ
- フジテレビ系列木曜夜7時台枠のアニメ
- フジテレビ系列金曜夕方4時台枠のアニメ
- フジテレビ系列金曜夕方5時台枠のアニメ
  - ティーンズゴールデンタイム
  - 金曜アニメランド
- フジテレビ系列金曜夜7時台枠のアニメ
- フジテレビ系列金曜夜11時台枠のアニメ ●

土曜日
- フジテレビ土曜夕方6時台枠のアニメ
- フジテレビ系列土曜夜7時台枠のアニメ

日曜日
- フジテレビ日曜朝8時30分枠のアニメ
- フジテレビ日曜朝9時台枠のアニメ ●
- フジテレビ系列日曜夕方6時台枠のアニメ●
- フジテレビ系列日曜夜7時台枠のアニメ
  - 世界名作劇場
- フジテレビ系列日曜夜11時台枠のアニメ●

## その他

### 衛星放送
- BS11「アニメ+」、ANIME+[3]

など。